# Сильва, Альваро
Альваро Перальта Сильва Линарес (исп. Álvaro Peralta Silva Linares; родился 30 марта 1984, Андухар, Испания) — филиппинский футболист испанского происхождения, защитник испанского клуба «Антекера» и сборной Филиппин.

## Клубная карьера
Сильва — воспитанник футбольной академии клуба «Малага». В 2006 году он дебютировал за команду в Сегунде. Летом 2008 года Альваро на правах аренды перешёл в «Херес». 14 сентября в матче против «Саламанки» он дебютировал за новую команду. По итогам сезона он помог «Хересу» выйти в Ла Лигу. После окончания аренды Сильва покинул «Малагу» и подписал трёхлетний контракт с «Кадисом». 30 августа 2009 года в поединке против «Саламанки» он дебютировал за новый клуб. По итогам сезона команда вылетела в Сегунду B, но Альваро остался в клубе. 31 октября 2010 года в поединке против «Эсихи» он забил свой первый гол за «Кадис».
Летом 2011 года Сильва вернулся в «Херес», который к тому времени успел вылететь из элиты. В начале 2012 года он на правах аренды перешёл в румынский «Петролул». 11 марта в матче против бухарестского «Рапида» Альваро дебютировал в чемпионате Румынии.
В начале 2013 года Сильва подписал контракт на полтора года с азербайджанским «Хазар-Ленкорань». 11 февраля в матче против бакинского «Интера» он дебютировал в чемпионате Азербайджана. 30 марта в поединке против АЗАЛа Альваро забил свой первый гол за «Хазар». Сильва помог клубу выиграть Суперкубок Азербайджана. В 2014 году Альваро перешёл в кувейтский «Аль-Кадисия», в составе которого стал обладателем Кубка АФК и Суперкубка Кувейта. Летом 2015 года он подписал контракт с южнокорейским «Тэджон Ситизен».

## Международная карьера
Бабушка Альваро была филиппинкой, поэтому в 2014 году он принял решение выступать за сборную этой страны. 31 октября в товарищеском матче против сборной Непала он дебютировал за сборную Филиппин.

## Достижения
Клубные
 «Хазар-Ленкорань»
- Обладатель Суперкубок Азербайджана — 2013

 «Аль-Кадисия»
- Обладатель Суперкубка Кувейта — 2014
- Обладатель Кубка ФВК — 2014